# 塚本太郎
塚本 太郎（つかもと たろう、1923年〈大正12年〉 - 1945年〈昭和20年〉1月21日）は、大日本帝国海軍軍人で、特別攻撃隊（回天）隊員。学徒出陣に際して、家族・親族に宛てた肉声のレコードを残した事跡で知られる。

## 経歴
1923年に、茨城県に生まれる。 慶應義塾商工学校を経て慶應義塾大学経済学部に進学する。大学では水球部員（ポジションはゴールキーパー）で、日本代表に選出されるほどの選手であった。
1年生として在学中の1943年（昭和18年）10月21日に明治神宮外苑競技場での「出陣学徒壮行会」に参加。その後、海軍に入隊。海軍兵科第4期予備学生となる。臨時魚雷艇訓練所に在籍中の1944年（昭和19年）9月に志願して、回天の搭乗員となる。この志願は、当初の選に漏れていたため、血書を教官に提出して搭乗員に加えられたという。
その後、海軍予備員の先頭として出撃搭乗員に選ばれる。伊号第四十八潜水艦に乗り込み、大津島を出発する。1945年（昭和20年）1月21日に、西太平洋のウルシー海域で敵艦に向けて出撃後、戦死した。死後、太郎は大尉に特進した。

## 遺書のレコード
塚本太郎は、「出陣学徒壮行会」の後、広告業の仕事をしていた父のスタジオ（東京・銀座）で家族や親戚に送る2分半のレコードを収録した。ノートには「遺書」と記されている。
このレコードは太郎の母がひそかに保管し、彼女の没後に太郎の弟（塚本悠策）が遺品を整理している際に発見された。太郎の母は戦後、東京で「太郎湯」という銭湯を営んだ。原盤は再生を繰り返して破損したが、コピーの音声は残されており、太郎のアルバムとともに母校の慶應義塾大学に寄贈されている。